# Pervomaiski (Oktiabrski)
Pervomaiski - Первомайский (rus) és un possiólok del krai de Krasnodar, a Rússia. Es troba a la vora dreta del riu Kuban, davant de Netxàievski i al costat del Bosc Vermell del Kuban. És a 16 km al sud-est de Poltàvskaia i a 59 km al nord-oest de Krasnodar. Pertany al possiólok d'Oktiabrski.